# Hederson Estefani
Hederson Alves Estefani (ur. 11 września 1991 w Kurytybie) – brazylijski lekkoatleta specjalizujący się zarówno w płaskich, jak i płotkarskich biegach sprinterskich.
W 2008 zdobył złoto podczas mistrzostw Ameryki Południowej juniorów młodszych w biegu na 400 metrów przez płotki, ustanawiając nowy rekord kontynentu juniorów młodszych – 51,67. Zdobywca trzech złotych medali podczas mistrzostw Ameryki Południowej juniorów z roku 2009. W 2010 brał udział w młodzieżowych mistrzostwach kontynentu, na których zdobył srebro w biegu na 400 metrów i w sztafecie 4 x 400 metrów, a w finale biegu na 400 metrów przez płotki zajął 4. lokatę. W tym samym roku zdobył srebro w sztafecie 4 x 400 metrów podczas mistrzostw ibero-amerykańskich w San Fernando. Bez powodzenia startował na mistrzostwach świata juniorów w Moncton.  W 2011 zdobył złoty medal w sztafecie 4 x 400 metrów podczas seniorskich mistrzostw Ameryki Południowej, rozgrywanych w Buenos Aires. W 2012 został brązowym medalistą mistrzostw ibero-amerykańskich oraz młodzieżowym mistrzem kontynentu w biegu na 400 metrów przez płotki. Brązowy medalista mistrzostw Ameryki Południowej (2013). Medalista mistrzostw kraju.

## Rekordy życiowe
- Bieg na 400 metrów – 45,25 (2012)
- Bieg na 400 metrów przez płotki – 49,13 (2017)